# Taraxacum obovatum
Taraxacum obovatum é uma espécie de planta com flor pertencente à família Asteraceae. 
A autoridade científica da espécie é (Willd.) DC., tendo sido publicada em Mém. Agric. Econ. Soc. Agric. Seine 11: 15. 1808.

## Portugal
Trata-se de uma espécie presente no território português, nomeadamente os seguintes táxones infraespecíficos:
- Taraxacum obovatum subsp. ochrocarpum - presente em Portugal Continental e no Arquipélago da Madeira. Em termos de naturalidade é nativa das duas regiões atrás referidas. Não se encontra protegida por legislação portuguesa ou da Comunidade Europeia.